# Brunów (powiat polkowicki)
Brunów (niem. Braunau) – wieś w Polsce położona w województwie dolnośląskim, w powiecie polkowickim, w gminie Chocianów.

## Podział administracyjny
W latach 1975–1998 miejscowość należała administracyjnie do województwa legnickiego.

## Zabytki
Do wojewódzkiego rejestru zabytków wpisane są:
- kościół parafialny pw. Podwyższenia Krzyża, z XIV w., połowa XIX w. Wybudowany w latach 1834 - 1836 jako ewangelicki. Remontowany w 1975. We wnętrzu zachowały się płyty nagrobne[6].
- cmentarz parafialny[7].